# 수성의 지질학

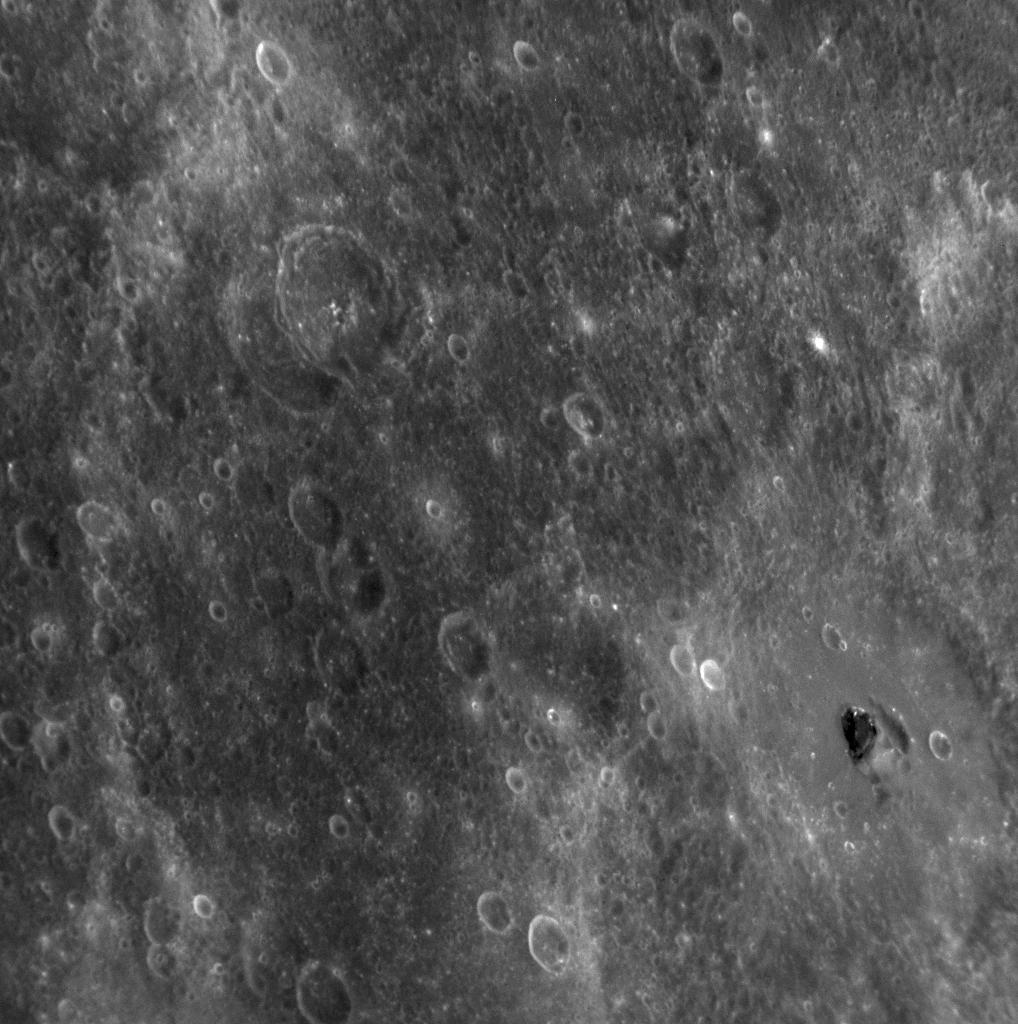
원인 불명인 수성의 어두운 지역

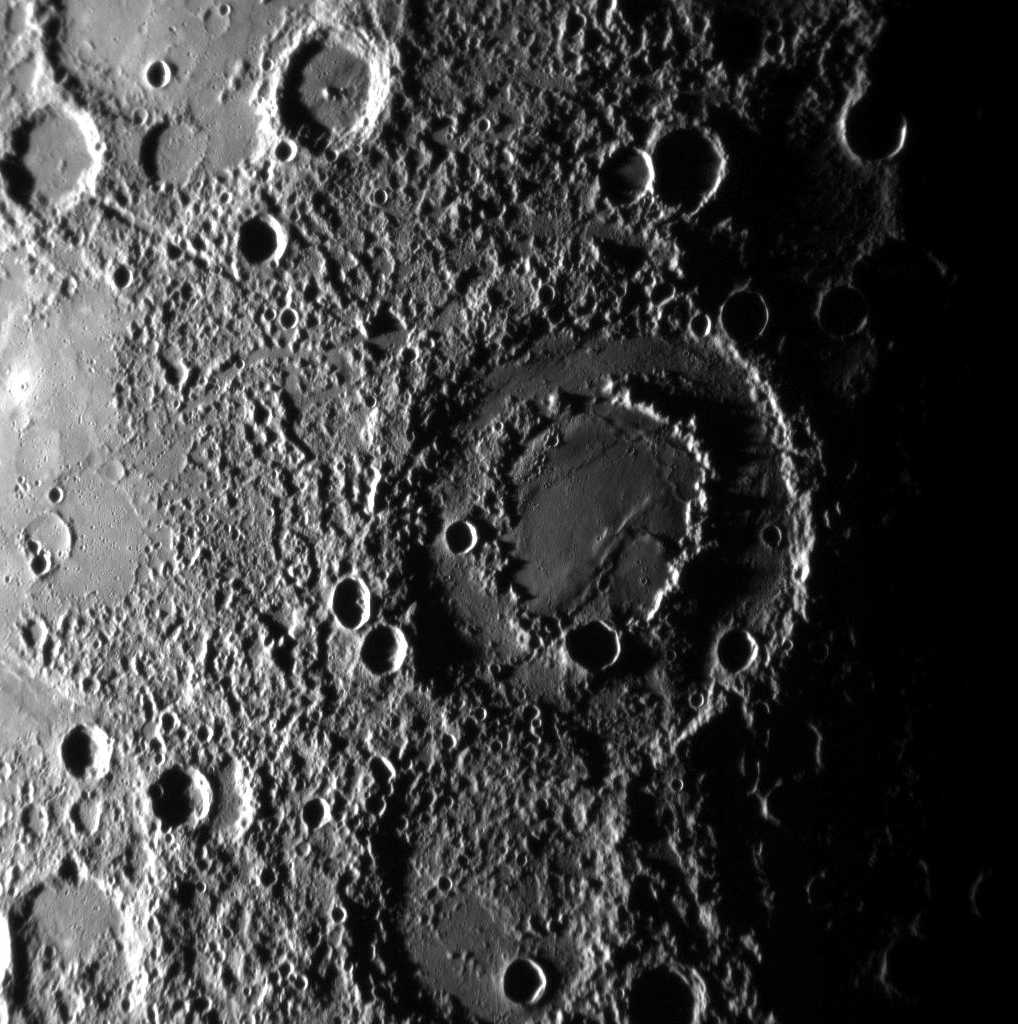
이중 고리 형태의 충돌구

수성의 표면은 충돌구와 달의 바다와 유사한 용암 평원이 가득하다. 다른 주목할 만한 지형은 스카프라고 불리는 절벽과 물이 존재할 것으로 여겨지는 극점의 충돌구이다. 현재, 수성 표면은 지질학적으로 활동하는 것으로 여겨진다. 또한 표면의 55 %는 이미 지질학을 연구할 수 만큼 자세하게 지도화되었다. 수성의 내부에는 전체 부피의 약 42 %를 차지하는 금속 핵이 존재한다. 이 핵은 약하지만 행성 전체에 분포하는 자기장 때문에 부분적으로 녹아 있는 것으로 추정된다.

## 탐사의 어려움

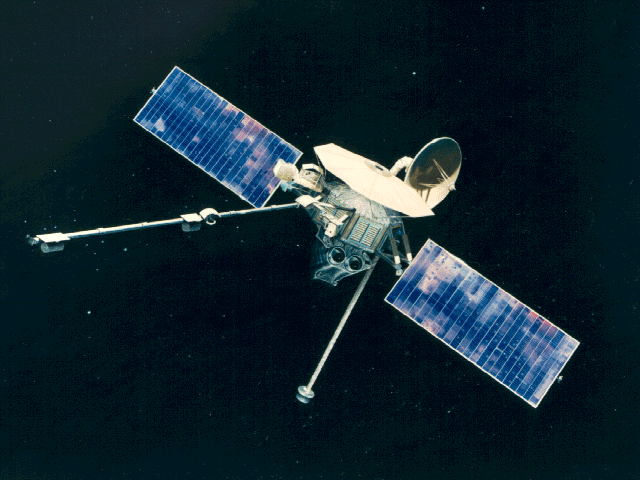
매리너 10호

태양계의 모든 지구형 행성 중에서, 수성의 지질학은 가장 정보가 적다. 이는 태양과의 거리가 가까워 탐사선이 수성에 접근하기에는 기술적으로 어려움이 있고 지상에서는 관측하기에 어렵기 때문이다.
현재 시각적으로 알 수 있는 모든 수성의 지질 사진 은 매리너 10호가 플라이바이하면서 찍은 것이다.
수성에 도달하는 것은 기술적으로 매우 어렵다. 이는 행성의 궤도가 지구보다 훨씬 태양에 가깝기 때문이다. 수성 궤도를 선회하는 탐사선을 발사하려면 태양의 중력장을 향해 지구에서 9,100만 km를 이동해야한다. 안전하게 착륙하거나 궤도가 안전하게 진입하기 위하여 탐사선은 에어로브레이킹은 무시하고 전적으로 로켓 모터에 의지해야한다. 사실 수성으로 직접 이동할 때는 태양계를 완전히 탈출할 때 보다 더 많은 연료가 필요하다. 이런 이유로, 매리너 10호, 메신저, 두 기만 수성을 방문했다.
게다가, 수성 부근의 환경은 높은 온도와 강한 태양 복사로 인해 위험 부담을 두 배로 짊어져야 한다.
역사적으로, 두 번째 "장애물"은 58일 걸리는 수성의 느린 자전 속도이다. 이 때문에, 탐사선이 플라이바이 할 때는 항성 수성의 같은 한 면만 바라 볼 수 밖에 없다. 실제로, 매리너 10호가 과거에 세 번이나 접근했어도, 항상 같은 면만 관측한 것이 그 실례이다. 매리너 10호의 궤도 주기는 거의 3 수성일이였고, 행성에 근접했을 때 항상 같은 면만 볼 수 있었다. 이 때문에, 표면의 45 % 미만만이 지도화되었다.
지상에서 수성을 관측하는 것은 어렵다. 이는 태양과의 거리 때문이다. 이에 대한 몇 가지 이유가 있다.
1. 아무리 하늘이 어둡더라도 수성은 망원경으로 관측할 수 있지만 항상 지평선 근처에 위치해 있어서, 대기의 요동으로 조건이 맞지 않는다.
2. 보통, 허블 우주 망원경과 다른 천문대는 안전을 이유로 태양 부근을 관측할 수 없게 되어 있다.

2004년 8월에 발사된 NASA의 메신저는 2011년 3월 경, 수성 궤도에 진입하여 수성에 대한 정보를 제공할 예정이다.

## 수성의 지질 역사

1. 지각 - 두께 : 100 – 200 km
2. 맨틀 - 두께 : 600 km
3. 핵 - 반지름 : 1,800 km

지구, 달, 화성처럼, 수성은 지질학사는 시대 별로 나뉘는데, 나이 순서로 선톨스토이기, 톨스토이기, 칼로리아기, 만수리아기, 카이퍼기이다. 그러나 이는 상대 연대 측정법으로 나눈 것이다.
태양계 초기에, 수성 형성 이후, 소행성과 혜성과 부딪히는 대폭격이 시작되었다. 마지막 폭격 이후, 38억 년 전, 후기 대폭격기가 시작되었다. 특정 육괴 지역은 칼로리스 분지에 형성된 돌출 지형 중 하나다. 이것은 또 달의 바다와 유사한 크레이터 사이의 평원을 만들었다. 후에, 행성이 냉각되고 수축하여, 표면이 갈라지고 산맥을 형성하기 시작했다. 수성의 화산 활동 기간은 맨틀이 용암이 분출하는 것을 막을 수 있을 때까지 수축하면서 끝났다. 이는 약 38억 년 전에 일어난 일이라고 추정된다.
그 후에도, 표면은 간헐적으로 충돌을 받았다.

### 연대
- 45억 년 전 ~ 39억 년 전 : 선톨스토이기
- 39억 년 전 ~ 38.5억 년 전 : 톨스토이기
- 38.5억 년 전 ~ 38억 년 전 : 칼로리아기
- 38억 년 전 ~ 30억 년 전 : 후칼로리아기
- 30억년 전 ~ 현재 : 만수리아기 / 카이퍼기

## 표면 지형
수성의 표면은 평원과 거대한 구덩이가 많아 전체적으로 달과 유사하다.

### 충돌 분지와 충돌구

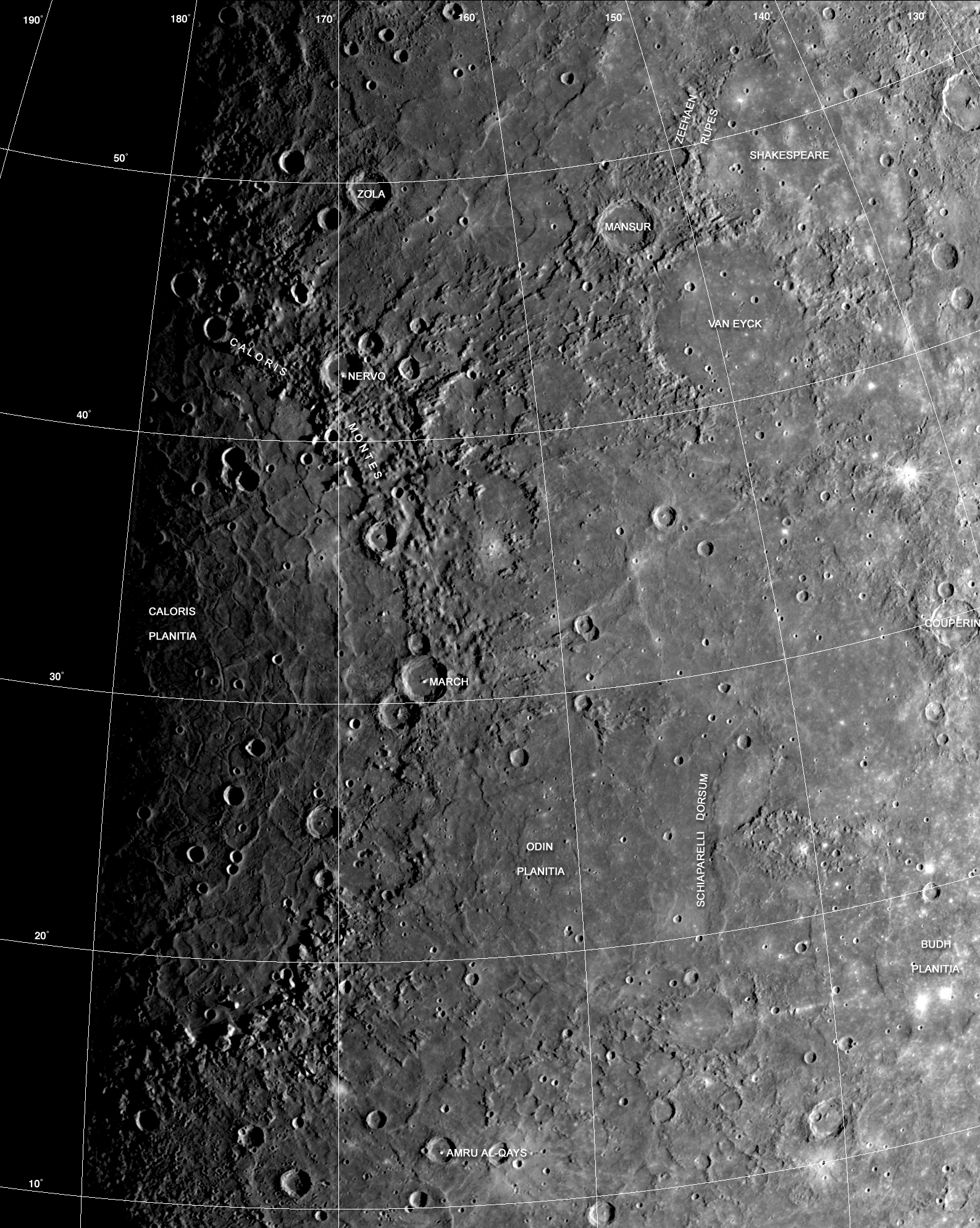
태양계의 충돌 지형 중에서 가장 큰 칼로리스 분지. 칼로리스 분지는 태양계에서 가장 큰 충돌에 의한 지형 중 하나이다.

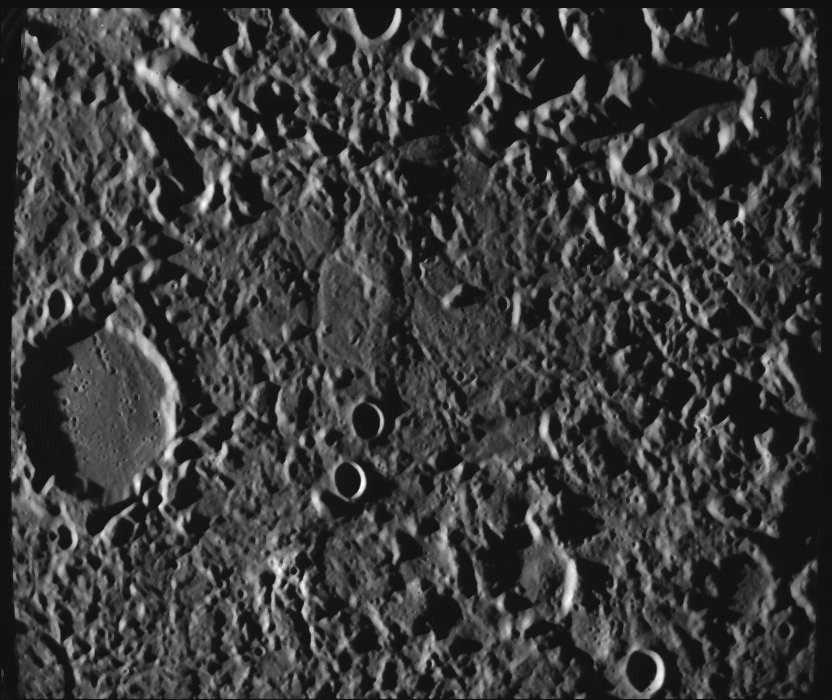
칼로리스 반대편의 "기묘한 지형(Weied Terrain)"으로 불리는 지역

수성의 충돌구는 작은 그릇의 형태의 구멍에서부터 수 백 km 에 달하는 충돌 분지에 이르기까지 매우 다양하다. 또한, 생성되지 얼마되지 않은 충돌구에서부터 이미 크게 풍화된 충돌구에 이르기까지 각각의 상태도 다양하다. 수성의 충돌구와 달의 충돌구는 미묘하게 다른 점이 있는데, 달의 그것은 수성의 그것보다 분출물이 적다는 점이다. 이런 점에서 수성의 표면 중력은 달보다 강하다는 것을 짐작 할 수 있다.
수성 표면에서 가장 큰 충돌구는 직경 1,550 km 의 칼로리스 분지이다.
칼로리스 분지에 가해진 충격은 매우 강해서 용암이 분출하고, 2 km 높이의 동심원 형태의 고리가 충돌구를 둘러싼 형태로 퍼져나갔다. 또, 분지 반대편에는 "기묘한 지역(Weird Terrain)"이라 불리는 언덕 형태의 독특한 지형이 있다. 이 지형에 대한 2 가지 가설이 있다. 하나는, 분지에서 일어난 충돌로 인한 충격파가 "기묘한 지역" 부근을 쓸고 지나간 결과, 표면에 강한 힘이 가해져 생성되었다는 설이 있다.
다른 하나는, 충돌로 인한 분출물이 그 곳으로만 집중되어 생성됐다는 설이 있다.
수성의 일부 사진에서 15개의 충돌 분지가 확인되었다. 주목할 만한 분지는 폭 400 km 의 톨스토이 분지이다. 베토벤 분지는 분출물 덮개와 비슷한 크기이며, 폭은 625 km이다. 특히, 수성의 표면은 태양풍과 미세 유성우로 인한 우주 풍화가 진행될 수 있는 환경이다.

#### 피트층(Pit-floor) 충돌구
충돌구 중에서는 원형 뿐만 아니라, 불규칙한 모양의 충돌구도 존재한다. 이런 충돌구를 피트층(Pit-floor) 충돌구라고 불린다. 이 용어는 메신저 계획에 참여하던 멤버가 표면 아래의 마그마 괴가 붕괴하여 생성된 것으로 가정하고 제안한 용어이다. 만약 이 가정이 맞다면, 피트(pit)는 수성에서 일어났던 화산 활동의 증거가 될 것이다.
피트 충돌구는 테두리가 없으며, 그 중 소수는 불규칙적인 형태이며, 가장 자리는 가파르다. 또한, 분출물이나 용암이 흘렀던 흔적은 보이지 않지만, 전형적으로 특유의 빛깔을 띤다. 예를 들면, 프락시텔레스 주황색 빛깔을 띤다.
적은 마그마 활동의 증거로 여겨지는, 피트 충돌구는 표면 아래의 마그마가 다른 곳으로 흡수될 때 형성된다. 베케트, 지브란, 레르몬토프를 비롯한 많은 분화구가 이런 형태의 분화구이다.

### 평원
지질학적 관점에서 보았을 때, 수성에는 2 개의 평원이 존재한다.
충돌구 중간중간에 있는 완만한 경사, 구릉 형태의 평원은 수성에서 볼 수 있는 가장 오래된 지형이다. 이런 평원은 먼저 있었던 충돌구가 사라졌을 때 형성된다. 이는 직경 30 km 이하의 충돌구는 소수라는 증거가 된다. 그러나, 평원이 화산 활동에 의한 결과물인지, 또는 충돌에 의한 결과물인지 명확하지는 않다. 하지만, 이런 평원은 행성 전체에 걸쳐서 균일하게 분포한다.
"매끄러운 평지(smooth plain)"는 다양한 크기의 함몰지가 존재하는 지역이며, 달의 바다와 많은 유사성을 띠는 곳이다. 특히, 주목할 만한 점은 칼로리스 분지를 둘러싸고 있는 넓은 고리이다. 달의 바다와 달리, 수성의 "매끄러운 평지" 지역은 모두 알베도가 알베도를 같다. 이 점은 화산 활동의 흔적은 많지 않아도 화산 활동이 활발하게 이루어졌다는 사실을 강하게 뒷받침한다. 수성의 "매끄러운 평지"는 칼로리스 분지가 형성된 후에 형성됐다. 이 사실은 칼로리스 분출물 덮개의 밀도보다 낮은 충돌구가 증거가 된다. 평지에 덮인 칼로리스 분지의 층(層)은 지질학적으로 보았을 때 산맥 형태와 다각형 형태로 균열이 갔다. 그러나 이 역시 충돌에 의해 용암이 분출한 것인지, 그 넓은 지역이 충돌로 녹은 것인지는 확실하지 않다.
행성 표면의 독특한 지형 중 하나는 수 많은 압축된 층 또는 절벽이다. 행성 내부가 냉각되고, 표면은 수축하면서, 이런 지형이 만들어진 것으로 추측된다. 이런 층은 다른 지형의 최상부에서도 볼 수 있다.
수성의 표면은 강한 조석 융기로 인하여 구부러졌다.

### 구조적 지형
행성의 독특한 지형 중 하나는 수 많은 십자가 형태의 평원이 압축된 습곡이다. 이 지형은 행성 내부가 냉각되어 수축하면 표면이 변형되어 생성된 것으로 추정된다. 습곡은 충돌구나 평원 같은 지형의 최상층부에서 볼 수 있다. 또한, 수성 표면은 태양과의 조석 작용으로 인한 조석 융기 때문에 구부러졌다. 수성의 조석 융기는 지구와 달의 그것보다 17 % 더 강하다.

### 용어
충돌구가 없는 곳에는 아래의 이름이 부여된다.
- 알베도 지형 - 지역 마다 다른 반사율을 갖는 곳
- Dorsa - 습곡
- Montes - 산
- Planitiae - 평원
- Rupes - 절벽
- Valles - 계곡

## 극(polar)과 얼음의 존재 가능성

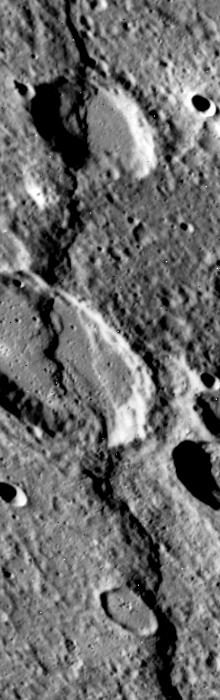
디스커버리 절벽

최초의 레이다 관측은 아레시보 천문대의 전파 망원경과 미국국립전파천문대의 VLT, 골드스톤 복합 단지에서 이루어졌다. 특히, 행성 표면의 레이다 지도는 아레시보 천문대에서 2.4 GHz의 전파를 이용하여 관측한 결과를 바탕으로 만들었다. 연구는 탈분극되고 반사율이 높은 장소가 확인되었다. 또, 새로운 지역이 발견되었으며 극점을 관측할 수 있게 되었다. 이 곳은 표면이 얼음이라고 추정된다.
수성에 얼음이 존재한다는 것은 태양과 가장 가깝다는 사실로 미루어봤을 때 이는 터무니 없는 사실이었다. 이 얼음은 규산염 암석과 같이 높은 반사율을 가지기 때문에 발견될 수 있었다. 얼음이 존재한다는 사실은 지구에서 레이다로 관측한 결과로도 설명할 수 있다.
남극에는 높은 반사율을 띠는 넓은 지역이 있는데, 이 곳은 조맹부라고 불리며, 다른 여러 작은 충돌구도 반사율이 높다는 것이 확인되었다. 북극에도 조맹부보다는 작지만 반사율이 높은 충돌구가 여럿 존재한다.
수성에서 보는 레이다 반사력은 순수한 얼음과 비교하여 볼 때 작다. 이는 충돌구의 표면을 완전히 덮지 못 하거나, 얇은 표면층에 덮이는 퇴적 가루가 원인이다. 그러나, 얼음이 존재한다는 증거는 아직까지는 확실치 않다. 또한 변칙적인 반사력은 퇴적된 금속 황산이 존재하거나 높은 반사율을 갖는 물질이 존재하기 때문으로 추정된다.

### 얼음의 기원

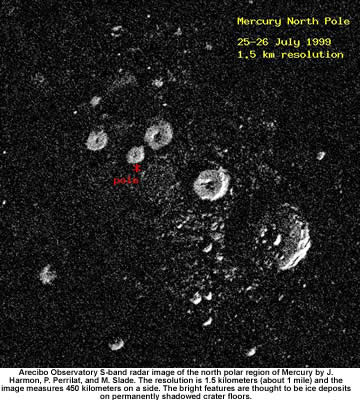
북극의 레이다 사진

천문학자들은 수성이나 달에 존재하는 얼음은 외부에서 가해진 어떤 원인이 원인이라고 추측한다. 그 원인 중에서도 가장 보편적인 것은 혜성과의 충돌이다. 수성에 거의 영구적으로 그림자에 덮인 충돌구가 있다는 것은 신기한 일이 아니다. 이 곳에는 매우 많은 양의 얼음이 존재한다고 알려져있다. 따라서, 운석과 충돌해서 충돌구 안쪽에 물이 퇴적되어 얼음으로 액화되었다고 생각할 수 있다.
항상 그림자에 덮인 충돌구의 온도는 승화 작용이 이루어진다해도 퇴적된 얼음이 유지될 만큼 매우 낮다.

## 같이 보기
- 수성의 충돌구 목록
- 수성의 대기

### 참고 문헌
- Ciencias de la Tierra. Una Introducción a la Geología Física (Earth Sciences, an Introduction to Physical Geology), by Edward J. Tarbuck y Frederick K. Lutgens. Prentice Hall (1999).
- "Hielo en Mercurio" ("Ice on Mercury"). El Universo, Enciclopedia de la Astronomía y el Espacio ("The Universe, Encyclopedia of Astronomy and the Space"), Editorial Planeta-De Agostini, p. 141-145. Volume 5. (1997)